# Szegedi Molnár Géza (parodista)
Szegedi Molnár Géza (Budapest, 1939. március 14. – Budapest, 2008. március 2.) magyar színész, parodista. Szegedi Molnár Géza festőművész fia.

## Életútja
Építészmérnökként szerzett diplomát a Budapesti Műszaki Egyetemen. Az 1963-as Ki mit tud? című televíziós vetélkedőben parodistaként jelentkezett. 1964-től a Szegedi Nemzeti Színház, 1968–1969 között a Mikroszkóp Színpad tagja volt.
1975–1977 között a Kamara Varieté társulatában játszott. Énekes világsztárokról készített paródiáival külföldre is többször meghívták. Kovács Magda énektanár tanítványa volt.
1985. december 27-én a schwechati terrortámadás során súlyosan megsebesült: a Bécs–Schwechati nemzetközi repülőtéren három állig felfegyverzett palesztin terrorista megtámadta az izraeli légitársaság gépére várakozó utasokat, köztük hat magyar művészt, akik izraeli vendégszereplésre indultak volna. A támadók néhány másodperc alatt több kézigránátot dobtak a tömegbe, és több mint ezer lövést adtak le rájuk. (A merénylet életben maradt elkövetőit gyilkosság és gyilkossági kísérlet vádjával 1987-ben ítélte el egy bécsi bíróság.) Szegedi Molnár Géza gerinclövést kapott, és deréktól lefelé véglegesen megbénult. Kibédi Ervin is megsebesült a támadásban. 1987-től szerepelt újra a Vidám Színpad Hívtak, jöttem című műsorában. Nekem már lőttek című önéletrajzi ihletésű kötete 1988-ban könyvsiker lett.
Hosszú betegség után, kevéssel hatvankilencedik születésnapja előtt, Budapesten hunyt el.

## Főbb szerepei
- Hadfaludy Feri (Lehár Ferenc: A mosoly országa)
- Igor (Pierre Barillet – Jean-Pierre Grédy: A kaktusz virága)
- Duzzog (Vörösmarty Mihály: Csongor és Tünde)

## Önálló estjei
- Így énekeltek Ti
- Felhangolva
- Nekem már lőttek

Televízió
- Rezonancia 4 oktávon (1980)

## Lemezei
- Szegedi Molnár Géza (1987, Qualiton LPM 16731, mono)

## Művei
- Szegedi Molnár Géza: Nekem már lőttek, Tinódi, Budapest, 1988, ISBN 9630260107